# Szabó Péter (úszó)
Szabó Péter (Kaposvár, 1968. május 17. –) magyar úszó olimpikon.
1977-ben a Kaposvári Rákócziban kezdett úszni. 1982-ben tagja volt az IBV-n második helyezést szerző 4 × 100 méteres vegyes váltónak. 1983-ban a BVSC sportolója lett. Ebben az évben szerezte első érmét a felnőtt magyar bajnokságon. A következő évebn ifjúsági Európa-bajnok lett. 1985-ben a felnőtt EB-n 10. volt 200 méter mellen. Ugyanebben a számban az 1986-os világbajnokságon 13., az 1987-es úszó-Európa-bajnokságon hatodik, az 1988. évi nyári olimpiai játékokon nyolcadik helyezést szerzett.